# Vocabulaire de l'islam

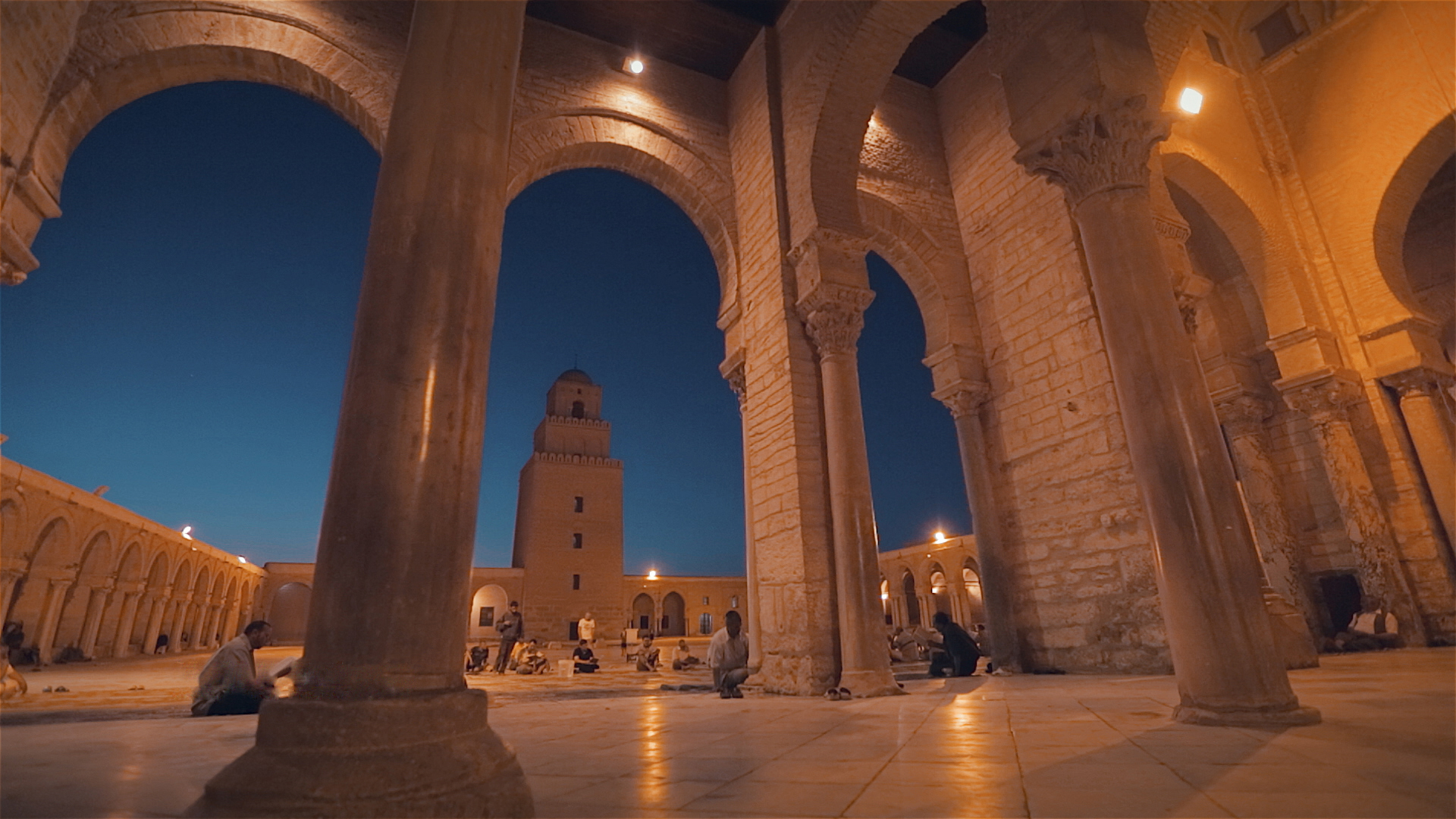
Exemple de Jâmiʿ (mosquée) : la grande mosquée de Kairouan, Tunisie.

Voici une liste de termes arabes que l'on rencontre dans l'islam. Ils sont parfois difficilement traduisibles et les traductions sont parfois moins précises que le terme en arabe.
Quelques termes sont passés de l'arabe au turc avant de passer au français, quelques termes rares sont même d'origine turque. Ils sont dans une deuxième liste parfois en redondance avec la liste des termes venant de l'arabe.
- Haut – A
- B
- C
- D
- E
- F
- G
- H
- I
- J
- K
- L
- M
- N
- O
- P
- Q
- R
- S
- T
- U
- V
- W
- X
- Y
- Z

## Les termes français

### Le nom de ses prophètes
Le nom du dernier prophète de l'islam se dit Muhammad (محمد) en arabe, devenant, selon la variante parlée, Mohammad ou Moham(m)ed. C'est aussi une version utilisée dans les recherches scientifiques et celle préférée par les arabophones.
On trouve cependant en français d'autres dénominations plus récentes :
- Mahom ou Mahon (XIe siècle, Moyen Âge) ;
- Mahomet (XVIe siècle, XVIIe siècle, époque moderne).

Il est dérivé de la forme turque Mehmet, venant elle-même de la forme latine que l'on retrouve au XIIIe siècle chez des auteurs comme Raymond Lulle, et plus d'un siècle avant dans la traduction du Coran faite en latin pour l'abbé de Cluny et théologien Pierre le Vénérable. C'est pourquoi elle est commune à d'autres langues européennes comme l'anglais traditionnel, et proche des versions des autres langues romanes : Mahoma en espagnol, Maomé en portugais, Maometto en italien, Mahomed en roumain (voir Le nom propre Mahomet dans la langue française).

### Le Coran
Au XVe siècle, le Coran est connu en France sous le nom Alcoran. La première traduction du Coran en français, réalisée par André Du Ryer, est intitulée L'Alcoran de Mahomet. Les traducteurs suivants Claude-Étienne Savary en 1783 et Albin de Kazimirski Biberstein en 1847, intitulent leur traduction Le Koran. Le Littré, en 1872, remarque : « on dit aussi le Coran, et sans doute mieux, puisque al est l'article arabe et signifie le, ce qui fait avec notre article, une sorte de double emploi ; mais Alcoran est consacré par l'usage, et Coran, bien que recommandé par les orientalistes, ne peut pas le bannir. » Ce n'est qu'au XIXe siècle que le terme "Coran" s'impose peu à peu pour remplacer complètement Alcoran dans l’usage courant.
coran ou Qur'ān sont les transcriptions données par les ouvrages didactiques suivant plus ou moins la transcription arabe traditionnelle

### La religion
La religion musulmane est nommée de façon variable en français : musulmanisme au XVIIe siècle encore référencé dans un dictionnaire de 1845 ou le Littré de 1872, alors qualifié d'archaïque et qui n'a pas survécu. Voltaire, au XVIIIe siècle, utilise mahométanisme ou mahométisme (« religion caractérisée essentiellement par un sévère monothéisme ») mais aussi islamisme (« la religion de Mahomet »), terme qualifié alors d'archaïque. Diderot, toujours au XVIIIe siècle, définit islam comme « la religion des musulmans ».
Le XXe siècle ajoute islamisme pour qualifier le versant politique d'une religion souvent imbriquée dans la structure du pouvoir. Le terme est attesté en français depuis le XVIIIe siècle, où Voltaire utilise le terme pour remplacer « mahométisme ».

### Les fidèles
Diderot, au XVIIIe siècle, utilise islamite (« qui professe l'islam ») terme largement inusité de nos jours. Islamiste apparait dans les années 1980 : le mot n’existe pas dans le Grand Robert de 1976. Il est utilisé uniquement pour désigner un adepte d’une idéologie appelée, dans ce contexte, islamisme.
Substantivement ou adjectivalement, sarrasin existe depuis le XIe siècle mais fait, de nos jours, plus référence à l’ethnie qu’à la religion ; mahométan est attesté au XVIe siècle avec le sens de « celui qui professe la religion de Mahomet » ; musulman est défini par Voltaire, au XVIIIe siècle comme « nom que les mahométans se donnent » ; alcoraniste, dans un dictionnaire de 1845, dérivé de Alcoran n'a pas eu de suite.
L'adjectif islamique est défini par Diderot, au XVIIIe siècle, comme « qui appartient à l'islamisme » lequel terme était alors, on l'a vu, synonyme de islam.

### Le lieu de prière
Ronsard, au XVIe siècle, utilise mosquette, en emprunt à l'italien mosche(t)a. Mosquée est en usage dès le XVIe siècle avec l'orthographe mosquez. Un dictionnaire de 1845 signale mahomerie ou mahométie soulignant, cependant, que ce sont deux mots peu usités.

#### Remarques
Sarrasin est passé de mode sauf dans les ouvrages traitant du Moyen Âge. Les dérivés de Mahomet deviennent de plus en plus vieillis.
Bien qu'islam et musulman dérivent tous deux de la même racine arabe SLM (سَلِمَ salima, « être sain, aller bien »), la langue française a deux séries de dérivés :
- musulman / islamique : comme dans « art musulman » : « art islamique »,
- musulman / islamite sont synonymes chez Diderot (XVIIIe siècle),
- musulman / islamiste : deux mots utilisés de manière antagoniste.

Pour un francophone, le mot islamiste est immédiatement mis en rapport avec l'islam politique et comporte une connotation négative. Le mot musulman est plus neutre.

## Liste de termes venant de l'arabe
Les termes suivants sont d'abord donnés dans la transcription conventionnelle de l'alphabet arabe puis, entre parenthèses, dans une transcription plus proche des usages propres au français (si le mot existe directement en français, il est indiqué à la suite) et enfin en arabe vocalisé le plus complet possible).

## A
- ʿAbd, ʿabd (abd) عَبْد : serviteur; esclave; adorateur; ou créature. Il entre dans de nombreux noms composés.
- Ablution, ġusl (ghusl, grande ablution) غُسْل et wuḍū' (wudhû', petite ablution) وُضوء ;
- Abrogé, mansūḫ (mansûkh) مَنْسوخ : un verset abrogé est remplacé par un verset postérieur dit abrogatif ;
- Abrogeant, nāsiḫ (nâsikh) ناسِخ : verset abrogatif remplaçant un verset abrogé ;
- Aboû, abū (Père, abou) أَبو : père, intervient dans la kun'ya (surnom) de nombreux noms arabes ;
- Achoura, ʿāšūrā' (achoura) عاشوراء : le dix du mois de muharram. Journée de jeûne de l'islam calquée sur le jeûne juif de Yom Kippour, au dixième jour du septième mois. Le chiisme y ajoute la commémoration du massacre de l'imam Husayn.
- Adab, 'adab ('adab) أَدَب : Convenance, Bienséance, norme héréditaire de conduite traditionnelle dans l'islam ;
- 'Adala, 'adala العدالة : Probité morale, rectitude, droiture ;
- Adh-Dharoura , adh-dharoura الضرورة : Nécessité, Se dit de quelque chose qui est nécessaire ;
- Adhan, ʾaḏān (’adhân) أذان : appel à la prière ;
- ʿAdl, ʿadl (‘adl) عدل : justice ;
- Ahl al-Bayt, ahl al-bayt (Ahl al-Bayt) أهل البيت (ahl : peuple, gens; bayt : maison) : les gens de la maison, membres de la famille de Mahomet.
- Ahl al-Kitâb, ahl al-kitāb (gens du Livre) أهل الكتاب (ahl : peuple, gens; al-kitāb : livre) : fidèles des religions monothéistes préislamiques : juifs, chrétiens ;
- Ahl at-Taqwa, ahl at-taqwa (Ahl at-taqwa) أهل التقوى (ahl : peuple, gens; taqwa : piété) : les gens de la piété.
- ʾAhzâb أحزاب voir Hizb ;حِزْب
- Aïd, aʿīd (aïd) عِيد : fête ;
- Aïd el-Adha, ʿīd al-ʾaḍḥā, (fête du sacrifice)  عيد الأضحى  : synonyme de Aïd el-Kebir ;
- Aïd el-Kebir, ʿīd al-kabīr, (grande fête dans les pays nords africains) عيد الكبير : Fête qui rappelle le sacrifice d'Abraham et qui marque la fin du pèlerinage (hajj) ;حج
- Aïd el-Fitr, ʿīd al-fiṭr, (fête de la rupture) عيد الفطر : fête la rupture du jeûne du mois de ramadan ;
- Aïd es-Seghir, ʿīd aṣ-ṣaḡīr, (la petite fête dans les pays nords africains) عيد الصغير : synonyme de Aïd el-Fitr ;
- Akh, āḫ الأخ singulier de Ikhwan  الإخوان : frère (en islam) ;
- Akhira, ʾakḫīraʰ (dernière) آخرة : la dernière destination, l'au-delà en opposition avec ici-bas (dunyâ) ;
- Akhlaq, aḫlāq أخلاق : Règles morales et pratiques morales, caractère d'une personne ;
- ʿAlim عالِم, voir Ouléma ;
- Allah, ʾAllāh (’Allâh, Allah) الله, اللّه ou اللّٰه : Dieu. Le terme est employé aussi par les chrétiens de langue arabe ;
- 'Amal, 'amal عمل : Actions, comportement ;
- Amân, ʾamān, أمان : acte de clémence, saufconduit ;
- Ansar, ʾanṣār (ansâr) أنصار : partisan, auxiliaire, désigne les compagnons de Mahomet originaires de Médine pour les distinguer des muhâjirûn s'étant expatriés de La Mecque pour le rejoindre ;
- ʿAqîda, ʿaqīda (dogme) ﻋﻘﻴﺪة singulier de 'aqaîd عقائد : article de foi ; doctrine ; croyance ;
- Arbayn, ʾarbaʿīn, أربعين, de ʾarbaʿūna (quarante), أربعون : fête chiite de la fin du deuil, 40 jours après l'Achoura ;
- As-Salam Alaykoum, as-salām ʿalaykum السلام عليكم : littéralement « Que la paix soit sur vous ». La réponse à ce salut est wa ʿalaykum as-salām, ﻭ عليك السلام : « Et que sur vous soit la paix » ;
- Astaghfiroullah, ʾastaḡfiru llāha أستغفر الله : « Qu'Allah me pardonne » ;
- ʾAʿoudhou bi-llah, ʾaʿūḏu bi-llāh أعوذ بالله : « Je cherche la protection d'Allah ! » ;
- At-Ta'a, at-ta'a الطاعة : Obéissance (en vue d'apporter le bien-être) ;
- Au-delà, voir Akhira ou Maʿâd
- ʾAwliyaʾ, ʾawlīaʾ, أولياء pluriel de Walîy ;
- Awra, ʿawra (ʿawra) عورة : Les parties du corps qui ne peuvent être dévoilées qu'à la famille.
- Aya, ʾāya (âya, signe) آية pl. ʾāyāt (âyat, signes) آيات : signes, miracles, puis par extension verset(s) du Coran ;
- Ayatollah, ʾāya allāh (Ayatollah) آية الله : signe de Allah ; titre des religieux chiites du plus haut rang ;
- ʿAzl, ʿazl (coït interrompu, coitus interruptus) عزل : le fait d'interrompre l'acte sexuel avant l'éjaculation ;

## B
- Balad, balad (bled) بلد : pays ; cîté ; bled[2] ;
- Banoû, banū (pl.) (descendants de) بنو: dynastie ; tribu. Exemple : al-umawīun الأمويون ou banū umaīya بنو أمية : les Omeyyades ; la dynastie omeyyade. Devient banī بني en position de complément de nom ou d’objet.
- Barakah, baraka (baraka ; bénédiction) بركة : bénédiction (divine) ;
- Barzakh, barzaḫ برزخ : intervalle ; séparation ; (géogr.) isthme. Passage du défunt du monde des mortels à l’au-delà.
- Bachar, bašar (humanité) بشر : le genre humain ; l’humanité
- Basîra, baṣīra (discernement) بصيرة : discernement ; perspicacité ; dans le soufisme la capacité de percevoir la vérité transcendante.
- Batin, bāṭin (ésotérique) باطِن : occulte; secret; ésotérique. Terme de soufisme en opposition avec exotérisme (zâhir) ;
- Bayt Allâh, bayt allāh (mosquée) بيت الله : maison de Allah ; mosquée ;
- Ben, bin (fils de) بن: fils de dans les filiations dérive de ibn ابن: fils. ;
- Bidʿa, bidʿa (hérésie) بدعه : innovation ; idée nouvelle considérée comme une hérésie ;
- Bint, bint (fille de) بنت: fille de dans les filiations dérive de ibna ابنة: fille. ;
- Bismillah ar-Rahmân ar-Rahîm, abrégé en Bismillah / Basmala, bi-smi-llāhi r-raḥmāni -r-raḥīmi بسم الله الرحمن الرحيم: Au nom de Allah le tout miséricordieux, le très miséricordieux ;
- Bay'ah, bayʿa (allégeance) بيعة: serment d’allégeance ;

## C
- Calame, voir Qalam ;
- Calife, ḫalīfaʰ (calife, khalife) خَلِيفَة : successeur de Mahomet, dirigeant de l'oumma ;
- Califat, ḫilāfa (khalifat ; califat) خلافة : califat ;
- Cha`abân, šaʿabān شعبان : nom du huitième mois du calendrier musulman.
- Chafʿ, šafʿ (pair) شفع : prière surrérogatoire comportant un nombre pair de prosternations célébrée après la prière canonique de Isha cette prière est suivie de la prière de Witr ;
- Chahada, šahādaʰ (profession de foi) شَهَادَة : témoignage, profession de foi (un des cinq piliers de l'islam) ;
- Chahid, šahīd (martyr) شَهيد : témoin ; martyr. Un chahid est considéré comme vivant auprès d’Allah, c'est pour cela que les musulmans n'accomplissent pas la prière de funérailles pour un chahid;
- Chari`a, šarīʿaʰ (charî‘a, charia) شَرِيعَة : chemin, voie, loi, code juridique traditionnel des sociétés musulmanes ;
- Chawwal, šawwāl شوّال  : nom du dixième mois du calendrier musulman marqué par l'Aïd el-Fitr le premier jour de ce mois ;
- Chaytân voir Satan ; شَيطان
- Cheikh, šayḫ (chaïkh, cheikh ou cheik) شَيْخ : ancien, chef ;
- Chérif, šarīf (chérif) شريف : descendant de Mahomet ;
- Chirk, širk (chirk, polythéisme) شرك : association ; polythéisme. Le chirk c’est le fait d’accorder à un autre qu’Allah ce qui revient à Allah. Exemple : croire en un voyant est considéré comme chirk. Le chirk est le plus grand péché en Islam.
- Chiisme, šīʿaʰ (chî‘a, chiite, chiisme) شِيعَة : le courant chiite (littéralement : « disciple ; partisan ») ;
- Choura, šūrā (concertation) شُورَى : concertation, prise de décision en commun ;
- Coran, qurʾān (lecture) قرآن : lecture ; récitation ;
- Chou`oûbiya, voir Shu`ubiya ; "الشعوبية أو "حركة التسوية

## D
- Daʿiyat, dāʿiyat (dâ'iyat) داعية : prêcheur de l'islam
- Dajjal, dajjāl (antéchrist) دجّال : menteur ; celui qui sème la discorde ;
- Dhabiha, ḏabīḥa, (sacrifice ; offrande) ذبيحة : le sacrifice, l'animal destiné à être égorgé, par métonymie, l'égorgement rituel ;
- Dhallal, ḍallāl (égarement) ضلال : égarement ;
- Dar al-ʿAhd, dar al-ʿahd (domaine de la trêve) دار العهد : fut inventé pour décrire la relation de l'Empire ottoman avec ses provinces chrétiennes tributaires ;
- Dar al-Amn, dar al-amn (domaine de la sûreté) دار الأمن : terme proposé par des philosophes musulmans occidentaux pour décrire le statut musulman en Occident ;
- Dar al-Da'wa, dar ad-daʿwa (domaine de l'invitation) دار الدعوة : terme utilisé pour désigner une région où l’islam est entrée récemment. L'utilisation la plus fréquente de ce terme désigne l'Arabie avant et pendant la vie de Mahomet.
- Dar al-Harb, dar al-ḥarb (domaine de la guerre) دار الحرب : littéralement « maison de la guerre », désigne les territoires qui ne sont pas islamisés, par opposition avec Dar al-Islam, la « Maison de la soumission. Les habitants du Dar al-Harb sont appelés harbi.
- Dar al-Islam, dar al-islām (domaine islamisé) دار الإسلام : littéralement « Maison de la soumission » par opposition Dar al-Harb, la « Maison de la guerre » ;
- Dar al-Koufr, dar al-kufr (domaine de l'incroyance ) دار الكفر : terme utilisé par Mahomet pour désigner la société de La Mecque dominé par les Quraychites entre son exil à Médine et son retour triomphant. Est ultérieurement devenu synonyme de Dar al-Harb, ;
- Dar ach-Chahâda, dar aš-šahāda (domaine du témoignage) دار الشهادة : est le terme proposé par les philosophes musulmans occidentaux pour décrire le statut des musulmans dans le monde occidental.
- Daʿwa, daʿwa (invitation à la foi) دَعْوة : vocation ; profession de foi; invitation à la foi menée par des dâʿi ;
- Derviche, darwīš (derviche) دَرويش : vient du persan derwiš درويش (mendiant) : membre de certaines confréries soufies ; Peut être rapproché du mot arabe fakir, signifiant « pauvre » ;
- Dhikr, ḏikr (invocation) ذِكْر : invocation; répétition (du nom de Allah) ;
- Dhimmi, ḏimmī (dhimmî) ذمّي : membre d'une religion du livre, qui n'est pas admis à combattre avec les croyants, et acquitte un impôt spécial pour se « racheter » de ne pas être musulman ;
- Dhoû'l-Fikar, ḏū l-fikar (celle qui à une épine) ذو الفقار : nom de l'épée à deux pointes que Mahomet a donné à `Ali lors de la bataille de Uhud :
- Dhoû'l-Hijja, ḏū l-ḥijja (mois du pèlerinage) ذو الحجة : nom du dernier mois du calendrier musulman, mois sacré du grand pèlerinage.
- Dhoû'l-Kifl, ḏū l-kifl (celui qui à une part double) ذو الكفل : prophète, cité dans le Coran[3] identifié au prophète biblique Ézéchiel ;
- Dhoû'l-Qaʿda, ḏū l-qaʿda (mois de ??) ذو القعدة : nom du onzième mois du calendrier musulman.
- Dhoû'l-Qarnayn, ḏū l-qarnā'an (celui qui a deux cornes) ذو القرنين : personnage cité dans le Coran[4].
- Dhoû'-n-Nûn, ḏū n-nūn (celui au poisson) ذو النون : personnage cité dans le Coran[5] ;
- Dhoû'n-nûryin, ḏū n-nūrīyn (celui qui a deux lumières) ذو النورين : un surnom de `Uthman ;
- Dhouhan, ḍouḥan (matinée) ضحى : clarté du jour[6] ;
- Dîn, dīn (religion) دين : souvent traduit par « religion » ;
- Diya, diya (le prix du sang) دية : prix du sang pour un homicide involontaire[7] ;
- Djihad, voir Jihad ; جهاد
- Djinn, jinn (djinn) جنّ : génies ; djinns[8] ;
- Djizyîa, voir Jiz'ya ;
- Douʿâʾ, duʿāʾ (prière) دعاء : prière personnelle ; supplication ; invocation ; appel. Prière personnelle en opposition avec Salat la prière canonique.
- Dounya, dunyā (ici-bas) دنيا : ici-bas, le monde, biens de ce monde en opposition avec l'au-delà ('âkhira) ;

## E
- Eblis, voir Iblis ; إبليس
- Envoyé, voir Messager ;

## F
- Fajara, fādjir فاجر pl. fadjara (débauché) فجرة : libertin ;
- Fadjr, fadjr (prière du matin) فجر : aube ; aurore ;
- Fakir, faqīr (fakir, faquir) فقیر : pauvre pl. : fuqarāʾ, فقراء : désigne un ascète soufi ; Peut être rapproché du mot persan derviche, signifiant « mendiant » ;
- Falah, falāḥ (bonheur) فلاح : réussite ; bonheur ; succès ;
- Fanaʾ, fanāʾ (fanā') فناء : anéantissement ; évanouissement; extase mystique ;
- Fard, farḍ فرض pl. furūḍ فروض) : obligatoire, selon la religion.
- Fâsiq, fāsiq (débauché) فاسق : débauché ;
- Fâtir, fātir (créateur) فاطر : qui ne jeûne pas ; créateur[9] ;
- Fatwa, fatwā (fatwā, fetva) فتوى : avis juridique qui complète le fiqh ;
- Fiqh, fiqh (fiqh) فقه : jurisprudence ;
- Fitna, fitna (fitna) فتنة : séduction (féminine); émeute; dissension. En matière religieuse rupture; schisme.
- Fi sabil Illah, fī sabīl illāh (sur la voie de Allah) في سبيل الله : sur le chemin de Allah.. manière de caractériser le Jihad ;
- Fitra, fiṭraʰ (fitra) فطرة : nature d'une chose, et spécifiquement nature de l'homme ;
- Furqan, furqān (discernement) فرقان : preuve ; séparation entre le bien et le mal ;

## G
- Ghafara, ḡafara (pardonner) غفر
- Ghafla, ḡafla (insouciance) (غفلة : imprévoyance ; négligence, indifférence
- Ghulat, ghulāt (ceux qui exagèrent ou extrémistes) غُلاة : est le nom donné, en l'Islam, à « ceux qui exagèrent » le culte ou le statut de certaines figures  religieuses qui est contraire à l’unicité d’Allah
- Ghayba, ḡayba (occultation) غيبة : absence; éloignement; disparition; l'occultation dans laquelle se trouverait l'imam occulté, le douzième imam dans le chiisme duodécimain ;
- Ghoulâm / Ghilmân, ḡulām (adolescent) غلام pl. ḡilmān غلمان : adolescent ; garçon ; éphèbe du paradis[10] : Voir Wildân. Le mot désigne aussi les soldats esclaves : Voir Mamelouk ;
- Ghousl, ḡusl (grande ablution) غسل : les grandes ablutions ;

## H
- Habous, ḥubs, (leg ; don) حبس pl. ʾaḥbās, أحباس : Le habous est une donation pieuse permettant de laisser la jouissance de ce bien à des dévolutaires.
- Hadath, ḥadaṯ, (évènement ; incident) حدث : évènement provoquant une impureté
  - ḥadaṯ al-aṣḡar, (impureté mineure), حدث الأصغر : impureté qui nécessite le recours aux petites ablutions ;
  - ḥadaṯ al-akbar, (impureté majeure), حدث الأكبر : impureté qui nécessite le recours aux grandes ablutions ;
- Hadd, ḥadd, (peine impérative), حدّ  pl. ḥudūd حدود : Terme de droit musulman, peine que le juge ne peut pas la moduler car elle est ordonnée par Allah, ce terme s'oppose aux peines modulables par la juridiction (tazîr).
- Hâdî, hādī (guide) هادي : guide ; un des 99 attributs de Allah ;
- Hadith, ḥadīṯh (hadîth, hadith) حديث pl. ʾahādīṯh أحاديث : parole ou acte de Mahomet considérés comme un exemple à suivre par les pratiquants ;
- Hafiz, ḥāfiẓ (hâfiz) حافظ : personne qui connaît le Coran par cœur ;
- Hadj, ḥajj, (pèlerinage) حجّ : pèlerinage à La Mecque, l'un des cinq piliers de l'islam ;
- Hakim, ḥākim, (autorité ; magistrat), حاكم : Al-Hakîm un des 99 attributs de Allah ;
- Halal, ḥalāl (hallal, halal) حلال : permis ; non sacré ; profane, licite par opposition avec interdit (harâm) ;
- Halîm, ḥalīm, (doux ; magnanime ; indulgent) حليم : Qualifie le caractère de Loth[11]. Halim est le nom d'une divinité sabéenne. Al-Halim est l'un des 99 attributs de Allah ;
- Hanifisme, ḥanīf (hanîf) حنيف : le monothéisme islamique pur, l'orthodoxie ;
- Haqq, ḥaqq (justice) حقّ : vérité ; droit ; justice. un des 99 attributs de Allah : al-Haqq ;
- Haqîqa, ḥaqīqa (vérité) حقيقة : vérité ; vrai ; authenticité ;
- Haram, ḥarām (harâm, haram) حرام : ce qui est sacré; ce qui est interdit par la religion, tabou en opposition avec permis (halal) ;
- Harem, ḥarīm (harem) حريم : gynécée; sérail; lieu interdit aux hommes autres que les membres de la famille proche ;
- Hasan, ḥasan (beau ; bon) حسن : beau ; bon ;
- Hégire, hijraʰ (hégire) هجرة : émigration de Mahomet et de ses compagnons de La Mecque à Médine ;
- Hidâya, hidāyya هداية : conduite ; direction morale ;
- Hijab, ḥijāb (hijâb, hidjab) حِجَاب : voile ;
- Himmâ, ḥimmā () حمّى : réserve ; sanctuaire ;
- Hisba, ḥisba (contrôle) حِسْبة : calcul ; vérification, au départ sorte de service de la répression des fraudes devenu police religieuse ;
- Hizb, ḥizb (1/60 du Coran ; faction) حزب pl. ʾaḥzāb أحزاب : Terme utilisé dans le Coran pour désigner les membres de la tribu des quraychites et les juifs qui résidaient à Médine qui se sont alliés contre les musulmans de Médine[12]. Ce mot désigne aussi 1/60 du Coran c’est-à-dire la moitié d'un Juzʾ ;
- Houri, hūrīya (houri) حورية, pl. hūrīyāt حوريات : les vierges du paradis ;
- Houdâ, hudā (orthodoxie) هدّى : (bonne) direction ; orthodoxie ;
- Houdna, hudna (trêve) هدنة : cessez-le-feu ; armistice ; trêve ;
- Houdoud, ḥudūd (limites) حدود : les limites des peines légales prescrites par le Coran ;
- Houkm, ḥukm (jugement ) حكم : jugement ; décision ; verdict ;
- Houmaza, humaza (calomniateur) همزة : médisant ; calomniateur[13]. Le calomniateur est voué aux enfers ;

## I
- ʿIbâda, ʿibāda (culte) عبادة : culte ; l'aspect spirituel de l'islam ; la charia en étant l'aspect législatif ;
- ʾIblîs, ʾiblīs (Iblîs ou Eblîs) إبليس ; Le démon, c'est le nom d'un djinn qui refuse de se prosterner devant Adam sur l'injonction de Dieu. C'est l'équivalent de Lucifer ;
- ʿIchâʾ, ʿišāʾ (soir) عشاء : soir ; prière du début de la nuit ; la cinquième prière de la journée dans l'islam ;
- ʿidda al-marʾâ, (délai de viduité) عدّة المرأة : la femme divorcée n'est libre de quitter le domicile conjugal que trois mois après le prononcé du divorce ou après l'accouchement si elle est enceinte[14]. Le code civil français prévoyait, pour les femmes, un an sans avoir le droit de se remarier jusqu'en 2004[15].
- ʾIftâr, ʾifṭār (rupture du jeûne) إفطار : repas de rupture du jeûne de ramadan ; « déjeuner » ;
- ʾIhrâm, ʾiḥrām (consécration) إحرام : état de consécration rituelle ; vêtement blanc de celui qui accomplit dans cet état le grand ou le petit pèlerinage ;
- ʾIhsân, ʾiḥsān (charité) إحسان : la parfaite adoration de Dieu ;
- ʾIʿjâz, ʾiʿjāz إعجاز : le caractère inimitable du Coran ;
- ʾIjmâʿ, ʾijmāʿ (consensus) إجماع : consensus des oulémas ou de l'ʾoumma entière sur des questions morales, religieuses ou juridiques, suppléant la sunna ;
- ʾIjtihâd, ʾijtihād (exégèse) إجتهاد : effort d'interprétation du Coran et des hadith ;
- ʾIlah, ʾilah (dieu) إله divinité ; dieu ;
- ʿIlm, ʿilm (savoir) علم : science au sens large détenue par les oulémas;
- ʾImâm, ʾimām (ʾimâm, imam) إمام : personne qui dirige la prière ; littéralement : « celui qui est devant » ; pour les shî‘ites, c'est le successeur de Mahomet, le Guide spirituel de la communauté.
- Imamat, ʾimāmaʰ (imamat) إمامة : le système des imams chez les chiites ;
- ʾÎmân, ʾīmān (foi) إيمان : croyance ; foi ;
- ʾInchaʿ Allāh, ʾinšāʾ allāh إنشاء الله : si Allah le veut ;
- ʾInfâq, ʾinfāq (dépense) إنفاق : la tendance à donner plutôt que prendre ;
- Al-ʾInjîl, al-ʾinjīl (l'évangile) الإنجيل : l'évangile, au singulier, car les Évangiles canoniques ne sont pas l'évangile initial aux yeux des musulmans ;
- Iqâma, iqāma (appel à la prière) اقامة : deuxième appel à la prière, après l'adhan et juste avant le premier takbir ;
- ʿĪsā, ʿĪsā (Jésus) عيسى : Jésus fils de Marie comme le Coran le nomme car il est supposé ne pas avoir de père biologique. La Bible chrétienne en arabe utilise le nom de Yasûʿa (yasūʿa يسوع) ;
- Islam, ʾislām (islam) إسلام : « soumission ». Le musulman est en effet « soumis » à Dieu ;
- ʿIsma, ʿiṣma (infaillibilité) عصمة : infaillibilité ; invulnérabilité ; immunité ; impécabilité ;
- Isnad, ʾisnād (chaîne de garants) إسناد : la chaîne des personnes qui rapportent un hadith ;
- Isra, ʾisrāʾ (voyage nocturne) إسراء : le voyage nocturne de Mahomet raconté dans le miraj ;
- Istislah, ʾistiṣlāḥ (correction) إستصلاح : correction ; restauration ; réforme ;
- Istich'hâd, ʿistišhād (témoignage ; martyre) إستشهاد : martyr au sens islamique ;
- Itmâm al-houjja, itmām al-ḥujja (argument final) اتمام الحجة : l'explication complète de la foi ;

## J
- Jahannam, jahannam (géhenne) جهنم : enfer ;
- Jahiliya, jāhiliyya جَاهِلِيَّ : ignorance, paganisme désigne de manière dépréciative la période préislamique ;
- Jahl, jāhl (ignorance) جهل : ignorance ; arrogance ;
- Jâmiʿ, voir Mosquée ;
- Jâmiʿa, jāmiʿa (rassemblement) جامعة : association ; rassemblement par exemple université ; académie ; association ; ligue ; fédération ;
- Janaza, janāza (enterrement) جنازة : funérailles ;
- Janna, janna (jardin) جنة : jardin ; paradis ;
- Jazak Allâh Khayr, jazāk allāh ḫayr () جزاك الله خير : « Qu'Allah te récompense pour tes bienfaits » ;
- Jihâd, jihad (djihad ; lutte) جِهَاد : lutte ; effort ; effort sur soi-même ; guerre sainte ;
  - al-Jihâd al-ʾAʿzam, al-jihād al-ʾaʿẓam الجهاد الأعظم : grand jihad ; lutte suprême, celle de la réforme de soi-même
  - al-Jihâd al-ʾAsghar, al-jihād al-ʾaṣḡar الجهاد الأصغر : petit jihad ; la guerre sainte ; guerre de défense de l'islam ;
- Jilbâb, jilbāb (Djellaba) جلباب : c'est un mot que l'on traduit parfois par voile dans le Coran[16] ;
- Jinn, voir Djinn.
- Jizʾya, jizʾya (capitation) جِزْية : nom donné à la capitation payée par les dhimmis ;
- Jumâdâ al-Ûlâ, jumādā al-ʾūlā (le premier (mois) dur) جمادى الأولى : nom du cinquième mois du calendrier musulman ;
- Jumâdâ ath-Thânîa, jumādā aṯ-ṯānīa (le second (mois) dur) جمادى الثانية : nom du sixième mois du calendrier musulman;
- Jumua, jumuʿa (vendredi) جمعة : le jour où l'on s'assemble (jamaʿa) pour la prière ;
- Jouzʾ, juzʾ (1/30 du Coran) جزء pl. ajzāʾ أجزاء : Le Coran divisé en trente parties pour sa récitation en un mois. Un signe particulier marque le début de ces divisions ۞ ;

## K
- Kaʿaba, kaʿaba (cube) كعبة : cube ; la Kaʿaba de La Mecque ;
- Kafir, kāfir (kâfir) كافر : mécréant ; celui qui ne croit pas en Dieu et plus généralement qui ne reconnait pas l'Islam comme la religion de Dieu à suivre ;
- Kalâm, ʿalim al-kalām (théologie) علم الكلام : science de la parole (divine) ;
- Karb, karb al-ʿaẓīm (déluge) كرب العظيم : l'immense cataclysme[17]. Voir aussi Tûfân ;
- Khalife, voir Calife ;
- Khâliq, ḫāliq (créateur) خالق : Al-Khâliq est un des 99 attributs de Dieu ;
- Kharâj, ḫarāj (impôt foncier) خراج : taxe ; impôt foncier dû par les propriétaires non-musulman ;
- Khâtib, ḫāṭib (prédicateur) خطيب : celui qui prononce le sermon du vendredi (khutba) ;
- Khayr (خير) : le "bien".
- Khilâfa, voir Califat ;
- Khitân, ḫitān (circoncision) ختان : circoncision ;
- Khimâr, ''voile” ou “couverture”. Il vient du verbe “khamara” qui signifie couvrir.
- koufr, kufr (koufr) كفر : mécréance, apostasie ;
- koumma, kumma (koumma) كمة :  couvre-chef traditionnel porté par les hommes au Sultanat d'Oman ;
- Khadîja, ḫadīja (khadidja) خديجة : nom de la première épouse de Mahomet ; le mot laisse entendre qu'elle était un bébé fragile à la naissance, un enfant prématuré.
- Khoums, ḫums (un cinquième ; 1/5) خمس
- Khoutba, ḫuṭba (prédication) خطبة : prédication ; discours ; sermon du vendredi ;
- Kitâb, kitāb (livre) كتاب : livre ; le Coran est appelé Al-Kîtab;

## L
- Laghw, laḡw (futilité) لغو : conversation inutile, futile ;
- Latîf, laṭīf (bienveillant) لطيف : bienveillant ; gentil ; aimable. Al-Latîf : un des 99 attributs de Dieu.
- Lâzim, lāzim (obligatoire) لازم : indispensable ; nécessaire ; obligatoire ;
- Lisân, lisān (langue) لسان : langue (anatomique ou linguistique) ;
- Laʿîn, laʿīn (détesté) ﻟﻌﻴﻦ : maudit ; réprouvé. Al-Laʿîn : Satan.
- Laʿna, laʿna (anathème) لعنة : anathème ; malédiction ;
- Laylat al-Qadr, (nuit du destin) ليلة القدر : « La nuit du destin » une nuit vers la fin du mois de Ramadan pendant laquelle Mahomet a reçu la première révélation ;

## M
- Maʿâd, maʿād (destination) معاد : l’au-delà comme destination finale ;
- Māchaʿ Allāh, māšāʾ allāh (Allah l'a voulu) ماشاء الله : en écho à « si Allah le veut » (Inchaʿ Allāh) : . On dit aussi Mektoub ;
- Mashhad, mašhad  (lieu d'un martyre) مشهد : Mashhad est le nom de la deuxième ville d’Iran, lieu du mausolée d’`Alî ben Mûsâ ar-Ridhâ huitième imam.
- Madhhab, maḏhab (école juridique) مذهب : école de pensée juridique. Désigne aussi le système de pensée qui en est issu, voire la religion et la foi ;
- Madrasa, madrasaʰ (école) مدرسة : école au sens large ; en particulier école ou université coranique ;
- Maghreb, maḡrib (occident) مغرب : occident ; couchant ; ouest ;
- Mahram, maḥram محرم : personne de la même famille avec qui on ne peut se marier ;
- Maghrib, maḡrib (prière du soir) مغرب : la quatrième prière canonique au coucher du soleil ;
- Mahdî, mahdī (mahdi) مهدي : pour les Sunnites, homme guidé par ʾAllāh qui viendra vers la fin des temps ; chez les Chiites, c'est une figure eschatologique proche du Messie hébreu ;
- Majlis, majlis (parlement, réunion) مجلس : endroit où l'on s'assied ; parlement ; réunion ;
- Makhabbat, amour du musulman pour Allah et d'Allah pour ceux qui lui plaisent (arabe : محبة) (persan : محبت)
- Makroûh, makrūh (détestable) مكروه : qualifie des actes réprouvés mais non réprimés ;
- Malâʾka, malāʾika (ange) ملائكة : ange ;
- Ma malakat aymanoukoum, mā malakat ʾaymānukum (que votre main droite possède) ما ملكت أيمانكم : cette expression désigne les captives de guerre (esclaves) que le musulman peut épouser en toute légalité[18] ;
- Mamelouk, mamlūk (possédé ; mamelouk) مملوك pl. mamālīk مماليك : membres d'une milice formée d'esclaves, affranchis et recevant une solde à l'issue de leur formation, au service des califes et de l'empire ottoman ;
- Mandoub, mandūb (recommandé) مندوب : recommandable (voir halal et mustahabb) ;
- Mansoûkh, voir Abrogé ;
- Manzil, manzil (1/7 du Coran) منزل : désigne une des sept parties du Coran pour sa récitation en une semaine (voir aussi juzʾ) ;
- Maqâm, مقام  : sanctuaire construit sur le site associé à une figure religieuse ou à un saint, typique des régions de Palestine et de Syrie.
- Maqsid, maqṣid (but) مقصد : but ; intention ;
- Maqsoura, maqṣūra (maqsura, loge) مفصورة : loge ; loge à l'intérieur d'une mosquée où le souverain se met à l'abri des attentats ;
- Marabout, murābiṭ (murâbit ; marabout) مرابط : saint ; membre d’une râbita ; ascète ;
- Mardoûd, mardūd  (repoussé)  مردود : qualifie les hadiths considérés comme apocryphes ;
- Maʿrûf, maʿrūf (bien connu) معروف : ce qui est connu de tous ;
- Masjid, voir Mosquée ;
- Masyah, voir Messie ;
- Maʿsoûm, maʿsūm () معصوم, pl. maʿsūmūn معصومون, maʿsūmīn معصومين : littéralement, complètement intact ; impeccable. Cela peut qualifier un enfant indemne de tout péché. Les chiites duodécimains considèrent Mahomet, sa fille Fatima et les douze imams comme les quatorze ma`asûmûn.
- Maulânâ ou Mawlânâ, mawlānā (notre mollah) مولانا : notre maître ; titre de respect pour une autorité en matière de religion (voir Mollah) ;
- Mawlid, abréviation de : mawlid an-nabawîy, مولد النبويّ, naissance du prophète : fête qui commémore la naissance de Mahomet ;
- Mawlâ/Mawâlî, mawlā , (client, esclave affranchi) مولى, au pl. mawālin موالٍ, mawlā (موْلى) ; nom donnés aux esclaves affranchis mais qui restent attachés à leur maître / c'est curieusement le même mot qui donne Mollah et a un sens presque contraire ;
- Médersa, madrasa (médersa) مدرسة : vocalisation du mot madrasa utilisée au Maghreb pour désigner une université coranique ;
- Mektoub, mektūb ((c'était) fatal) ﻣﻜﺘﻮﺏ : fatal ; écrit (voir Māchaʿ Allāh) ;
- Messager, rasūl (prophète, envoyé, messager, rasûl) رسول : envoyé; messager (de Allah). Le prophète (Nabî) lance des avertissements à une population donnée, le messager (Rasûl) apporte une révélation majeure ;
- Messie, masyaḥ (messie) مسيح : Le Messie (Jésus) est différent du Mahdi ;
- Mihrab, miḥrāb (mihrâb) محراب : niche tournée vers la Mecque dans une mosquée ;
- Minaret, miʾḏana (minaret) مئذنة : le mot arabe désigne le lieu d'où le muezzin (muʾwaḏḏin) fait l'appel à la prière (ʾaḏân). Le mot français dérive du turc minare venant du mot arabe manāraʰ, منارة, signifiant « tour » ;
- Miʿraj, miʿrāj (ascension) مِعْرَاج : ascension (littéralement : « échelle ») de Mahomet aux cieux lors du « voyage nocturne » (isra) ;
- Minbar, minbar (minbar) منبر : chaire du prédicateur ;
- Minhaj, minhaj (méthode) منهج : méthodologie ; ligne de conduite ;
- Miswâk, miswāk (cure-dent) ﻣﺴﻮﺍﻙ, voir Siwak
- Mollah / Mullah, mawlā (mollah) ملا : aide ; auxiliaire ; dans l'islam, titre donné aux personnalités religieuses, aux docteurs de la loi ;
- Mosquée, jāmiʿ (jâmiʿ, mosquée) : lieu de l'assemblée; grande mosquée, donne le mot turc cami, le mot français mosquée dérive de masjid مسجد : lieu où l'on se prosterne ;
- Mu'akkada معاقدة se dit d'une pratique religieuse très fortement recommandée. Le terme est plus fort que Mustahabb.
- Mubâh, mubāḥ (autorisé) مباح : qualifie ce qui est ni interdit ni recommandé (voir halal) ;
- Muezzin, muʿwaḏḏin (muezzin) مؤذن : le mot français dérive du turc müezzin, venant de l'arabe, et désigne la personne de la mosquée chargée de l'appel à la prière (ʾaḏân) ;
- Muhâjir, muhājir (muhâjir) مهاجر pl. muhājirūn (muhâjirûn) مهاجرون : exilés, réfugiés, désigne les compagnons de Mahomet qui l'ont rejoint à Médine au moment de l'hégire pour les distinguer de ceux qui sont originaires de Médine.
- Muhtasib, muḥtasib (muhtasib) مُحْتَسِب : au départ contrôleur des prix; chargé de hisba, plus tard sa mission a consisté à traquer les apostats et autres hérétiques pour les tuer ;
- Muharram, muḥarram (sacré) محرم : nom du premier mois du calendrier musulman, le plus sacré.
- Mouloud, muulud, mouled ou maoulide voir Mawlid ;
- Muʿawidhatân, muʿawiḏatān (les deux (sourates) protectrices) معوذتان : Al-Muʿawidhatân est le nom donné aux deux dernières sourates du Coran "L’aube" et "Les Hommes"[19], dites les sourates du refuge censées protéger de la souffrance et du mauvais œil ;
- Muchrik, mušrik (polythéiste ; associateur), مشرك pl. mušrikūn مشركون : Celui qui professe qu'il y a d'autres divinités (idoles) avec Dieu : Un terme fréquent dans le Coran, par exemple Le Coran, « La Vache », II, 105, (ar) البقرة ;
- Mufsid, mufsid (corrupteur) مفسد pl. mufsidūn مفسدون ;
- Mufti ممفتي est un religieux musulman sunnite qui est un interprète de la loi musulmane. Il a l'autorité d'émettre des avis juridiques, appelés fatwas ;
- Mujahid, mujāhid (mujâhid, moudjahid) مجاهد pl. mujāhidūn (moudjahidin) مجاهدون : combattant; résistant; militant, celui qui pratique le jihād ;
- Mujtahid, mujtahid (mujtahid) مجتهد : celui qui a les qualifications requises pour pratiquer l'ʾijtihād ;
- Muladi, espagnol : muladí, pl. muladíes, de l'arabe muwallad, (métis), مولّد : désignait dans al-Andalus, les nouveaux convertis à l'islam ;
- Muʾmin, muʾmin (croyant) مؤمن pl. muʾminūn مؤﻣﻨﻮﻥ ;
- Munafiq, munafiq (hypocrite) منفق : pl. munāfiqūn منافقون[20] ;
- Munaqaba, munaqaba منقبة pl. munaqabāt منقبات : une femme qui porte le niqab ;
- Murâbit, voir Marabout
- Murchid, muršid (guide (spirituel)) مرشد : dans le soufisme un guide spirituel ;
- Mustahabb, mustaḥabb (préférable) مستحبّ : qualifie une action recommandable mais non obligataire (voir halal)
- Musulman, muslim (musulman, mahométan) pl. muslimūn (musulmans, mahométans) مسلمون : le mot français dérive du turc müslüman ou du farsi مسلمان mosalmān, venant de l'arabe : textuellement « soumis ». Le musulman se soumet au Coran, parole d'Allah, adepte de l'islam ;:
- Murtadd, murtadd (apostat) مرتد : apostat ; celui qui renie l'islam ;
- Muslim, forme anglo-saxonne du mot musulman, voir Musulman ;
- Mutʿa, mutʿaʰ (mutʿa) متعة : compensation donnée à une femme après un divorce, désigne aussi le mariage temporaire.
- Mutawâtir, mutawātir (récurrent) متواتر : notoires ; récurrent, se dit d'un hadith se trouvant à plusieurs reprises avec des chaînes de garants différentes ;

## N
- Nabî, voir Prophète ;
- Nafil, nāfil (superflu) نافل : surérogatoire ;
- Nafs, nafs (âme) نفس : âme ;
- Nahw, naḥw (nahw) نَحْو : grammaire, nécessaire pour comprendre le Coran ;
- Najâsa, najāsa (impureté)   ; état d'impureté qui oblige le croyant à recourir aux grandes ablutions.
- Nakîr et Munkar, nakīr wa munkar () منكر و نكير : Les noms des deux anges qui testent la foi des défunts dans leur tombe ;
- Nasîha, naṣīḥa (conseil) نصيحة : avis ; recommandation ;
- Nâsikh, voir Abrogeant ;
- Nass, naṣṣ (décision) نصّ : prescription ; clause ; stipulation ;
- Nifaq, nifāq (tartufferie) نفاق : fourberie ; imposture ; pharisaïsme ;
- Niqab, niqāb (voile de visage) نقاب : voile attaché derrière la tête posé sur le haut du nez couvrant le bas du visage ;
- Nûr, nūr (lumière) النور[21] ;
- Nubuwwa, nubuwwa (prophétie) نبوّة ;

## O
Pour les mots arabes commençant par « Ou~ », voir aussi U~.
- Occultation, voir Ghrayba
- Ouléma, ʿālim (‘âlim, ouléma) عَالِم : au sens littéral, « savant ». En islam, « théologien ». Plus connu au pluriel, ʿulamāʾ (‘oulamâ’) عُلَمَاء, passé en français sous la forme ouléma, qui sert aussi de singulier : « un ouléma » ;
- Oumma, ʾummaʰ (ʾoumma) أُمَّة : la communauté des croyants ;
- `Oumra, ʿumraʰ (‘oumra) عُمْرَة : (petit) pèlerinage non obligatoire, ne faisant pas partie des cinq piliers de l'islam ;
- `Ourf, ʿurf (‘ourf) عُرْف : coutume ;
- Omeyyades, banu umayya ou al umawiyyun au pluriel et exemple " Suleyman al Umawi " pour désigner le singulier.

## P
- Paradis, le paradis des musulmans est un jardin (voir Janna) ;
- Prophète, nabī (prophète) نبيّ, pl. anbiyā' أنْبياء : prophète[22] ; voir aussi Messager ;

## Q
- Qadarite, qadarīy (fataliste) قدريّ : Le mot qadarite (qadarîy) est pris par antiphrase. Il signifie fataliste mais doit être compris comme partisan du libre arbitre. Le qadarisme (Al-) est apparu dès le VIIe siècle proclamant le libre arbitre et considérant que chaque croyant est responsable de ses actes.
- Qadhâʾ wa l-Qadr al-qaḍāʾ wa l-qadr (la fatalité) القضاء و القدر : la volonté de Dieu ;
- Qadi, qāḍi (qâdi, qadi) قاض : juge des affaires civiles ;
- Qadr, qadr (destinée) قدر : dose ; mesure ; décret divin. C'est la volonté divine telle qu'elle existe avant même la création.
- Qaddûs, qaddūs (très saint) قدّوس : Al-Qaddûs est l'un des 99 attributs de Dieu[23] ;
- Qalam, qalam (calame) قلم grec: kalamos καλαμος : calame ; crayon ; stylo[24]. Instrument d'écriture, il est le symbole de la révélation « écrite » du Coran. C'est d'un point de vue ésotérique l'équivalent du « Verbe » de l'Évangile de Jean. C'est le principe créateur dont tout émane[25].
- Qasas, qaṣaṣ (récit) قصص : récit ;histoire; narration; relation[26] ;
- Qibla, qiblaʰ (direction; sud) قبلة : direction de La Mecque pour la prière ;
- Qirâ'ât, qira'ât-al-qur'an (récitation du Coran) قرأه القرأن الكريم : méthodes de récitation du Coran. Il existe plusieurs écoles, ayant chacune leur méthode de récitation du Coran, qirâ'at. (à distinguer du tajwid qui désigne les règles de prononciation)
- Qisâs, qisās (talion) قصاص : talion ; compensation ; punition ;
- Qîyâma, qīyāma (résurrection) قيامة : résurrection ; jour du jugement[27] ;
- Qiyas, qiyās (qiyâs) قِيَاس : analogie, raisonnement juridique ou religieux fondé sur l'analogie avec les règles déjà connues.
- Qudsî, qudsīy (sacré) قدسيّ : Les hadiths sacrés (qudsî) sont considérés comme rapportant la parole divine et non celle du prophète.
- Qurʾân voir Coran ;
- Quraychite, qurašīy (quraychite) قرشيّ : Membre de la tribu du prophète Mahomet dont l'éponyme Quraych est né quatre générations avant le prophète[28] ;

## R
- Rabb, rabb (maître) ربّ : maître ; seigneur ; Dieu. Ar-Rabb est l'un des 99 attributs de Dieu ;
- Rabî`a al-Awal, rabīʿa al-ʾawal (le premier (mois) du printemps) ربيع الأول : nom du troisième mois du calendrier musulman.
- Rabi`a ath-Thani, rabīʿa aṯ-ṯānī (le second (mois) du printemps) ربيع الثاني : nom du quatrième mois du calendrier musulman.
- Râbita, rābiṭa (communauté) رابِطة : communauté soufie de (marabouts) ;
- Rachîd, rašīd (bien dirigé) رشيد pl. rāšidūn راشدون : raisonnable ; orthodoxe; bien dirigé ;
- Rahmân, raḥmān (clément) الرحمن : Ar-Rahmân est l'un des 99 attributs de Dieu ;
- Rahîm, raḥīm (miséricordieux) الرحيم : Ar-Rahîm est l'un des 99 attributs de Dieu ;
- Raʾi, ou Ra'y, raʾy, raʾi (vue) رأْي, opinion personnelle du juge ;
- Rajab, rajab (respecté ; vénérable) رجب : nom du septième mois du calendrier musulman. C'est l'un des quatre mois sacrés.
- Rajm, rajm (lapidation) رجم : caillassage : lapidation ;
- Rakʿa, rakʿa (prosternation) ركعة, pl. rakaʿāt ﺭﻛﻌﺎﺕ : unité de base de la prière canonique (Salat) ; chacune des prières quotidiennes est constituée d'un nombre déterminé de prosternations ;
- Ramadan, ramaḍān ((le mois du soleil) brûlant) رمضان ramaḍān) : nom du neuvième mois du calendrier musulman. Ce mois qui rappelle le début de la révélation du Coran faite à Mahomet, est marqué par le jeûne.
- Rasûl, voir Messager ;
- Rîba, rība (doute) ريبة : doute ; soupçon ; le doute est une maladie qui ronge le cœur[29]
- Ribh, ribḥ (intérêt) ربﺢ pl. ʾarbāḥ أرباح: le prêt avec intérêts usuraires est prohibé par le Coran[30] ;
- Ridda, ridda (apostasie) ردّة : apostasie ; abjuration ;
- Rifâda, rifāda (aide) رفادة : assistance ; charge honorifique à La Mecque, consistant à assurer l'approvisionnement en nourriture des pèlerins ;
- Risâla, risāla (message) رسالة : message ; mission; apostolat. C'est le message apporté par le Messager (Rasûl) ;
- Rûh, rūḥ (esprit) روح : esprit, souffle, essence ; âme. C'est le souffle divin qui donne vie à Adam[31]
- Rukn, rukn (pilier) ركن pl. ʾarkān أركان : pilier ; appui ; colonne ; principe de base ; principe élémentaire. Par exemple les piliers de l'islam.
- Rukuʿ, rukūʿ (prosternement) ركوع : mot proche de Rakʿa ;

## S
- Sabr, ṣabr (patience) ﺻﺒﺮ : maîtrise de soi ; endurance.
- Sadaqa, ṣadaqa (aumône) صدقة : aumône ; aumône volontaire. en opposition avec l'aumône légale (Zakâ) ;
- Sadâq, ṣadāq (douaire) صداق : dot ; douaire. Dot donnée par le futur mari à son épouse. En principe cette dot doit rester la propriété exclusive de l'épouse[32] ;
- Safar, ṣafar صفر : nom du deuxième mois du calendrier musulman.
- Sahâba, ṣaḥāba (compagnons) صحابة, sing. ṣaḥābīy (sahâbîy) صحابي, fem. ṣaḥābīya (sahâbîya) صحابية, désigne les compagnons des Mahomet.
- Sahîh, adj. ṣaḥīḥ (authentique) صحيح : authentique; vrai. Employé comme nom pour désigner les recueils de hadiths de Bukhari et de Muslim. Employé comme adjectif cela qualifie ces recueils.
- Sahûr, saḥūr (petit déjeuner) سحور : repas pris avant le lever du soleil pendant le jeûne du mois de Ramadan ;
- Salâ, ṣalā (prière (canonique)) صلاة pl. ṣalāt (salât) صلات : la prière / les prières, l'un des cinq piliers de l'islam.
- Salafisme, salafīya (salafisme) سلفيّة, maḏāhab as-salaf (la doctrine de l'islam originel) مذاهب السلف, as-salaf aṣ-ṣaliḥ (les pieux anciens) السلف الصلح, : doctrine faisant référence aux trois premières générations de l'islam, réputées être de parfaits modèles.
- Salâm, salām (paix) سلام : le mot arabe paix partage une racine commune (SLM) avec Islam, ʾislām (islam) إسلام : « soumission » ;
- Sallâ Allâhu ʿalayhi wa salam, ṣallā-llāhu ʿalayhi wa sallam صلى الله عليه و سلم ou ﷺ : « que la paix et la prière (bénédiction) d'Allah soient sur lui », eulogie saluant le nom de Mahomet ;
- Salsabîl, salsabīl () سلسبيل : Nom d'une source du paradis[33].
- Saoum / Sawm, ṣawm (jeûne) صوْم :le jeûne: cela peut être le jeûne du mois de Ramadan, l'un des cinq piliers de l'islam ou le jeune surérogatoire survenant à d'autres occasions (jeûner tous les lundis et jeudis par exemple).
- Saqar, saqar (feu ardent) سقر : Un des multiples noms de l'enfer dans le Coran[34] ;
- Satan, šayṭān (démon) شيطان : démon ; (un) satan ; Iblîs. Utilisé comme nom commun et au pluriel : les satans[35].
- Sayyid, sayyid (sayid, sayyid) سـيّد : seigneur. Titre utilisé pour les descendants de Mahomet ;
- Shu`ûbiya šuʿūbiya (internationalisme) شعوبية : désigne le mouvement de résistance à la domination des arabes dans le monde musulman en particulier en Iran et en Al-Andalous pendant la période abbasside.
- Sîra, sīra (sîra, biographie) سيرة : nom des biographies de Mahomet.
- Sirât al-Mustaqîm, aṣ-ṣirāṭ al-mustaqīm (le chemin des élus) الصراط المستقيم : chemin droit. Expression que l'on retrouve fréquemment dans le Coran. C'est alors le chemin à suivre[36] ;
- Siwâk, siwāk (cure-dent) ﺴﻮﺍﻙ : cure-dent naturel dont l'utilisation est recommandée dans les hadiths[37] ;
- Soufî, ṣūfī (soufî, soufisme) صوفي : courant mystique de l'islam (littéralement : « laine » de la cape portée par les soufis) ;
- Subhan Allâh, subḥan allāh (gloire à Allah) سبحان الله : expression d'admiration ou de surprise ;
- Subhanahu taʿâlâ, subḥanahu taʿālā (Allah soit loué) سبحانه تعالى ; dans les textes religieux musulmans, écrits ou oraux, cette eulogie suit le mot Allâh.
- Sourate, sūra (sourate) سورة : ce qui est rangé ; chapitre du Coran.
- Sujud, soujoud, sajda ou sajdah est la prosternation devant Allah.
- Sunna, sunna (sunna) سنّة : ensemble des faits, gestes et paroles prophétiques en islam rapportés par ses compagnons ;
- Sunnisme, sunnīy (sunnite, sunnisme) سنّيّ : « l'exemple » ; courant sunnite, majoritaire dans l'islam ;

## T
- Ta'awwudh, taʿawwuḏ (invocation) تعوذ est une invocation qui demande la protection de Dieu contre Satan ;
- Tabaʿīn, tābaʿīn (successeurs) تابعين : successeurs (des Sahaba) ; ceux qui suivent. Désigne les premiers musulmans nés après la mort de Mahomet.
- Tachkîl, taškīl (vocalisation) تشكيل : vocalisation d'un texte en y ajoutant les voyelles brèves ;
- Tafsir, tafsīr (exégèse) تفسير : exégèse, notamment du Coran ;
- Tâghoût, ṭāḡūt (idole) طاغوت : Nom d'une idole préislamique ; démon de la rébellion ; idole; faux dieu[38] ;
- Tahajjada, tahajjada (prière nocturne) تهجّد : prière nocturne surrérogatoire. Il est recommandé de passer jusqu'aux deux tiers de la nuit en prière[39] ;
- Tahâra, ṭahāra (purification) طهارة : Au sens profane : hygiène, purification, asepsie. Au sens religieux : faire ses ablutions rituelles ;
- Tâhir, ṭāhir (pur) طاهر fem. ṭāhira طاهرة : pur ; limpide ; pour une femme, ne pas avoir ses règles ;
- Tahrîf, taḥrīf (falsification) تحريف : Dans le Coran, juifs et chrétiens sont accusés d'avoir falsifié la révélation divine[40], en particulier ils auraient effacé l'annonce de la venue de Mahomet ;
- Taïfa, ṭāʾifa (confrérie) طائفة pl. ṭawāʾif طوائف : communauté; secte; confrérie. À l’époque où al-Andalus se fractionnait en petits royaumes dits de taïfas rivaux les Reyes de taifa.
- Tajdîd, tajdīd (innovation) تجديد : renouveau ; renouvellement ; mouvement de réforme ;
- Tajwid, tajwīd (embellissement) تجويد : embellissement, façon particulièrement appliquée de lire le Coran pour en tirer le plus de profit ;
- Takfir, takfīr تكفير : l'acte d'accuser un musulman d'être un infidèle (kâfir) ;
- Talâq, talāq (répudiation) طلاق : répudiation ; divorce[41] ;
- Taleb, ṭalib (étudiant) طالب pl. ṭālibūn (taliban) طالبون : étudiant; candidat; demandeur; celui qui étudie afin d'obtenir une qualification ;
- Taliban, ṭālibūn (talibans) طالبون : Nom d'un mouvement fondamentaliste afghan, dans ce sens, la forme plurielle du mot arabe est la seule utilisée ;
- Tanzîl, tanzīl (révélation) تنزيل : Révélation divine descendue sur Mahomet[42] ;
- Taqiya, taqīyaʰ (dissimulation) تقية : le fait de dissimuler sa religion pour se prémunir contre des persécutions religieuses ;
- Taqlid, taqlīd (imitation) تقليد : imitation, c'est-à-dire respect, sans les remettre en cause, des préceptes d'une jurisprudence ;
- Taqsîr, taqṣīr (diminution) تقصير : Rite qui marque la fin du pèlerinage à La Mecque, consistant pour les hommes à se couper les cheveux très court ou à se raser la crâne, pour les femmes à raccourcir la longueur des cheveux ;
- Tarâwîh, tarāwīḥ ((prière de) repos) تراويح : qualifie les prières supplémentaires que l'on peut faire pendant les nuits du mois de Ramadan ;
- Tariqa, ṭarīqa (confrérie) طريقة : ; voie ; méthode ; procédé. Confrérie de mystiques soufis ;
- Tarkib, tarkīb (grammaire) تركيب : construction (d'une phrase par exemple) ; étude de la grammaire arabe à partir du Coran ;
- Tartîl, tartīl (déclamation lente) ترتيل : forme lente de tajwîd (récitation appliquée du Coran) ;
- Tasawwuf, taṣawwuf (soufisme) تصوّف : soufisme ; mysticisme ;
- Tasbih (تسبيح), forme de dhikr qui implique l'invocation répétée de courtes phrases qui glorifient Dieu.
- Tasnîm, tasnīm تسنيم : Nom d'une source du paradis[43] ;
- Taslim, taslim (salutation) تسلم : salutation à la fin de la prière ;
- Tawaf, ṭawāf (circuit) طواف : circumambulation autour de la Kaaba ;
- Tawassoul, tawwasul, (imploration) توسل : notion d'intercession de Dieu ;
- Tawhid, tawḥīd (monothéisme) توحيد : monothéisme, appel à l'unicité de l'existence d'Allah ;
- Tazîr, taʿzīr (châtiment) تعزير : Ce terme de droit signifie que la peine dépend des lois locales et de la juridiction. Il s'oppose à hadd qui signifie que la peine a été fixée par Dieu ;
- Tayammum, tayammum (ablution sèche) تيمّم : ablution faite avec du sable, ou de la pierre, en l'absence d'eau ;
- Tubbaʿ, tubbaʿ تبّع : Nom d'un peuple sabéen du Yémen[44] ;
- Tûfân, ṭūfān (déluge) طوفان : inondation ; foule ; déluge[45]. Voir aussi Karb ;
- Tuwâ, ṭuwā طوى : Dans le Coran[46], c'est le nom de la vallée où se produit la scène du buisson ardent[47]

## U
- `Ulama, voir Ouléma ;
- Umma, voir Oumma ;
- `Umra, voir `Oumra ;
- `Urf, voir ‘Ourf ;

## W
- Wadd, wadd (amour) ودّ : Wadd est une divinité préislamique de l'amour et de l'amitié. Divinité de la tribu arabe des Banû Kalb (chiens?)[48] ;
- Wahdaniya Allah, waḥdānīya allah (unicité de Dieu) وحدانيّة اللّهِ : unicité de Dieu doctrine orthodoxe ;
- Wahdat al-Wujud, waḥda al wuǧūd (wahda al-wujûd) وِحدَةُ الوُجُودِ : unicité de la création attestant l'unicité de Dieu, doctrine soufie développée par Ibn ʿArabî ;
- Wahhabite / wahhabisme, wahhābīy (généreux) وهابيّ : doctrine sunnite hanbalite qui tire son nom de Muhammad ʿAbd al-Wahhâb, réformateur du XVIIIe siècle né en Arabie ;
- Wahî, waḥī (inspiration) وحي : révélation, comme celle faite à Moïse[49], elle se différencie de celle faite exclusivement à Mahomet (voir Tanzîl) ;
- Wâjib, wājib (obligatoire) واجب : voir aussi Fard ;
- Wakîl, wakīl (mandataire) وكيل pl. wukalāʾ وكلاء : avocat ; porte parole; mandataire. Dans l'ismaélisme ce sont les imâms qui représentent l'imâm caché. Al-Wakîl est un des 99 attributs de Dieu[50] ;
- Wâli, wāli (vice-roi) وال : Titre des gouverneurs arabes d'al-Andalus gouverneur de province ; vice-roi. Au Maroc c'est un préfet nommé par le roi. Ne pas confondre avec le mot suivant qui partage la même racine signifiant gouverner. ;
- Walî, walī (protecteur) وليّ pl. awlyāʾ أولياء : saint ; ami de Dieu ; tuteur ; celui qui sert de guide spirituel. Le Coran invite à choisir ses amis parmi les croyants[51] ;
- Wâqiʿa, wāqiʿa (inéluctable) واقعة : accident ; fait accompli ; celle qui est inéluctable[52] ;
- Warrâq, warrāq (papetier) ورّاق : scribe ; éditeur ; notaire ; imprimeur ;
- Wasat, wasaṭ (milieu) وسط : centre ; cœur ; milieu ; moyenne ; modération ;
- Wasî, waṣīy (administrateur) وصيّ : exécuteur testamentaire ; tuteur. ʿAlî est pour les chiites le wasî de Mahomet et devait donc lui succéder ;
- Waswâs, waswās (qui murmure) وسواس : Le tentateur peut-être un djinn ou un homme, il est en tous cas dirigé par le Démon[53] ;
- Wildân, wildān (garçon) ولدان : garçon ; éphèbe du paradis[54]. Voir aussi Ghulâm ;
- Witr, witr ou watr (impair) وتر : prière surrérogatoire comportant un nombre impair de prosternations célébrée après la prière canonique de Isha et avant la prière de Chafʿ ;
- Wudû', wuḍūʾ (woudou, petite ablution) وضوء : les petites ablutions avant la prière ;

## Y
- Yaghûth, yaḡūṯ يغوث : nom d'une divinité préislamique du secours vénérée au Yémen[55] ;
- Yâjûj wa Mâjûj, yāʾjūj wa māʾjūj (Gog et Magog) يأجوج و مأجوج : Gog et Magog sont d'étranges peuplades retranchées derrière de grandes murailles[56]. L'arrivée de ces peuples et évoquée dans des hadiths[57] ;
- Yaqin, yaqīn (certitude) يقين : la foi profonde[58] ;
- Yaʿûq, yaʿuq يعوق : nom d'une divinité préislamique yéménite des Hamdân ou des Mourâd[55] ;
- Yawm, yawm  (jour)  يوم : jour ; journée
- Yawm Al-Qîyâma, yawm al-qiyāma (jour de la résurrection) يوم القيامة : le jour du jugement[59] ; voir aussi Qîyâma ;

## Z
- Zabur, zabūr (livre des psaumes Ps 1) ﺯبور[60] : les psaumes révélés à David sont d'après le Coran l'un des livres formant la révélation antéislamique ;
- Zakat, zakāt (zakât) زكاة : aumône légale, l'un des cinq piliers de l'islam.
- Zahirisme, ẓāhir (zâhir) ظاهِر : apparent; évident; manifeste. Terme de soufisme s'oppose à ésotérisme (bâtin).
- Zaydisme, zaydīya زيدية : Le zaïdisme est une branche du chiisme dont les adeptes reconnaissent Zayd ben `Alî comme cinquième et dernier imam.
- Zâlim / Zâlimûn, ẓālim (injuste) ظالم : oppresseur ; injuste[61] ;
- Zamzam, nom pr. (murmure) زمزم : nom du puits foré à proximité de la Ka`aba.
- Zaouïa, zāwīyaʰ (zaouïa, zawiya) زاوية : angle; recoin; confrérie; communauté soufi du Maghreb dans ce contexte ce mot est pratiquement synonyme de râbita.
- Zaqqûm, zaqqūm (Zaqqûm) زقّوم : un arbre mythique qui aux enfers, sert de nourriture aux damnés[62] ;
- Ziyāra (ou ziāra), visite pieuse collective au marabout
- Zihâr, ẓihār (formule de répudiation préislamique) ظهار venant de ẓahr (dos ; verso) ظهر : ce terme désigne l'action de prononcer la formule préislamique de répudiation de son épouse : « Sois pour moi comme le dos de ma mère ». Cette formule au sens ambigu a été interdite par le Coran[63] ;
- Zikr voir Dhikr ;
- Zina, zinā (adultère) زنا : adultère ; fornication
- Zuhr, ẓuhr (prière de midi) ظهر : seconde prière canonique ;
- Zûl- ~, voir Dhû'l- ~

## Liste de termes venant du turc
- bayram (baïram) fête, employé pour désigner l'`aïd[64] ;
- minare (minaret) venant du mot arabe manāraʰ, مَنارة, signifiant « tour » ;
- müezzin (muezzin) venant de l'arabe muʿaḏḏin, مُؤَذِّن et désigne la personne de la mosquée chargée de l'appel à la prière (ʾaḏân) ;
- müslüman (musulman) venant du pluriel arabe muslimûn مُسْلِمون, signifiant musulmans (soumis en français) ;
- Mehmet dérivé turc pour Mahomet déformation de son nom arabe 'Muhammad", محمد.